# Sarah McLawler
Sarah McLawler Kimes (* 9. August 1926 in Louisville, Kentucky; † 12. September 2017) war eine US-amerikanische Jazz- und Rhythm-and-Blues-Pianistin, Organistin und Sängerin.

## Leben und Wirken
McLawler wurde in ihrer Kindheit durch die Kirchen- und Gospelmusik geprägt und besuchte mit einem Stipendium das Jordan Conservatory of Music in Indianapolis, wo ihre Familie damals lebte. Ihre  professionelle Karriere als Sängerin begann sie 1946, als sie mit dem Jean Pope Orchestra im Club Sunset Terrace auftrat. Zu dieser Zeit spielten dort u. a. auch Charlie Parker, Billy Eckstine, Gene Ammons und die Frauenband International Sweethearts of Rhythm. Nach ihrem Umzug nach Chicago studierte sie Musik an der Fisk University. Beeinflusst von der damaligen Musik der Big Bands sammelte McLawler erste Erfahrungen als professionelle Musikerin Ende der 40er Jahre in den Chicagoer Clubs und auf Tourneen mit Lucky Millinders Bigband. Bei einem Gastspiel in Nashville lernte sie 1948 Hetty Smith kennen, mit der sie die Frauenband The Syncoettes (in der Besetzung Piano, Saxophon, Bass, Schlagzeug) gründete;  ihre Aufnahme des Standards „The St. Louis Blues“ fand Beachtung und führte zu einem Engagement der Band im Theresa Hotel in Harlem. Ein weiterer veröffentlichter Titel der Band war die Vokalnummer „I Can't Stop Loving You“ (King 4495). The Syncoettes waren eine Zeit lang als Hausband im Chicagoer Savoy Club engagiert.
In den 1940er-Jahren heiratete sie den Violinisten Richard Otto, den sie bei einem Engagement in einem Club in Brooklyn kennengelernt hatte. Gemeinsam gingen sie auf Tournee und machten auch Aufnahmen. In den 1950ern war sie in der New Yorker Jazz- und R&B-Szene aktiv, spielte u. a. mit Georgia Coleman, Akbar DePriest und dem Sun-Ra-Perkussionisten Tommy Hunter. In dieser Zeit nahm sie mit Musikern wie Red Saunders, Harold Clark, Big John Greer, Sonny Thompson, Carl Pruitt, Kelly Martin, Tyree Glenn, Georgie Auld, Mundell Lowe und Specs Powell eine Reihe von Singles für die Label Premium („My Whole Life Through“, 1950), ab 1952 bei King und ab 1953 bei Brunswick auf; bekannte Stücke waren „I Can't Stop Loving You“, „Love, Sweet Love“ für das King-Label, sowie „Red Light“, „Tipping In“, „Let's Get the Party Rocking“ und „Blue Room“.  Im Juni 1953 trat sie mit ihrem Trio im New Yorker Apollo Theater auf, das zeitweise aus der ungewöhnlichen Besetzung aus Orgel, Violine und Schlagzeug bestand.
Weitere Aufnahmen entstanden mit ihrem Mann für Brunswick und Vee-Jay Records. Sie spielte auch einige Jazz-Standards wie „Yesterdays“ und „Body and Soul“ ein und trat mehrmals auf dem Newark Jazz und dem Newport Jazz Festival auf. Daneben hatte sie Engagements im Novotel Hotel.
Bei der Trauerfeier zu ihren Ehren traten u. a. Carol Sudhalter, James Carter, Bertha Hope, Melba Joyce, Annette Aguilar, Kim Clark und Annette St. John auf. Sie liegt auf dem Calverton National Cemetery begraben.

## Diskographische Hinweise
- Sarah McLawler 1950-1953 (Classics)
- Sarah McLawler & Richard Otto: We Bring You Swing (Vee-Jay)
- Sarah McLawler & Richard Otto: We Bring You Love (Vee-Jay, 1961)
- Sarah McLawler & Richard Otto: At The Break Of Day (Vee-Jay)
- Richard Otto & Sarah McLawler: Break of Spring (Vee Jay)
- Sarah McLawler: Under My Hat (Doodlin Records 2010)